# Mente (mitología)
En la mitología griega, Mente o Minte (en griego antiguo Μίνθη, Mínthē; o Μένθη, Ménthē; o Μίντη, Míntē) era una ninfa náyade hija del río Cocito, que fue concubina (παλλακή) de Hades y finalmente transformada en la planta de la menta (μίνθα, míntha), que lleva su nombre. Por analogía de la planta también se puede transcribir el nombre de la ninfa como Menta, que es la acepción menos común. Las fuentes no se ponen de acuerdo acerca de quien obró la metamorfosis, barajándose los nombres entre Perséfone, Deméter o Hades.

### Metamorfosis por obra de Perséfone
Estrabón nos dice que al oeste de Pilos se encuentra una montaña que lleva el nombre de Mente, que recibió su nombre de la ninfa. Esta, convertida en concubina de Hades fue pisoteada por Core y transformada en menta de jardín, la planta que algunos llamaron hedýosmos (ἡδύοσμος, esto es, «aromática» u «olorosa»). Precisamente junto a esta montaña se encuentra un santuario consagrado a Hades, venerado también por los macistios, y, además, un recinto sagrado dedicado a Deméter, que domina la llanura pilia.

### Metamorfosis por obra de Deméter
La versión más completa del mito es narrada por Opiano. Este nos dice que Mente fue amante de Hades, el dios del inframundo antes de conocer a Perséfone, y a la cual abandonó tras conocer y enamorarse de la hija de Deméter, madre de la diosa de la primavera, reina del inframundo y esposa del dios Hades. Despechada y delirando por los celos, Mente salió a decirle a Deméter que ella superaba en belleza a su hija y que además Hades se aburriría de su nueva esposa y la abandonaría en las estancias de su palacio; y que después el dios del Inframundo regresaría con ella. Deméter, irritada por la osadía de Mente, la pisoteó con los pies y en este momento de la tierra surgió la menta.

### Metamorfosis por obra de Hades
Otros más dicen que Mente se había convertido en la esposa de Hades después de su matrimonio con Perséfone, y esta última descuartizó a su rival como represalia. No obstante Hades, compadecido, y para preservar la memoria de esta ninfa, la transformó en menta.

### Interpretaciones
El vínculo de la menta con Deméter y Perséfone, divinidades asociadas a la muerte, viene probablemente del uso de la planta de la menta en ritos funerarios, para tapar el olor del cadáver en descomposición. El kykeon (κυκεών, un bebida hecha con una mezcla de agua, cebada y menta) aparece ya mencionada en el himno homérico a Deméter, como uno de los ingredientes de la bebida que toma la diosa. Es precisamente esta misma bebida la que tomaban los iniciados durante los misterios eleusinos.

### Etimología
Finalmente, el sonido -nth-, como en Menthe, es característico de palabras que vienen de boluogriegas, como "acanto", "laberinto" o "Corinto"; esto ya nos indica la antigüedad que puede tener este mito.